# Ismael Rivera
Ismael Rivera Rivera (Santurce, 5 de octubre de 1931-Santurce, 13 de mayo de 1987), también conocido por su apodo Maelo, fue un cantante puertorriqueño. Es considerado como uno de los artistas más influyentes en la historia del género musical salsa.

## Biografía
Nació el 5 de octubre de 1931 en el barrio Santurce de San Juan, Puerto Rico. Fue el primer hijo del matrimonio compuesto por Margarita Rivera García, ama de casa, y Luis Rivera Esquilíne, carpintero ebanista. A Ismael le siguieron cuatro hermanos: Diego, Laura, Ivelisse y Tomás (Tommy). De niño se distinguió por un apasionado interés en la música y se la pasaba improvisando con latas y palitos. A temprana edad debió abandonar sus estudios para trabajar como limpiabotas y así contribuir con el sostén del hogar.  A los 16 años se inició como albañil, aunque se la pasaba cantando y tocando en los rumbones que se formaban en la Calle Calma y otros sectores del Santurce Cangrejero, en compañía de su amigo y compadre Rafael Cortijo.
La primera vez que se juntaron para tocar Ismael y Cortijo fue en 1948, en el Conjunto Monterrey, dirigido por Monchito Muley, Maelo como conguero y Cortijo como bongocero. Pese a su interés en cantar, nunca le dieron la oportunidad. Un día, mientras Cortijo tocaba en La Riviera, en La Marina sanjuanera, llegó el entonces albañil a pedirle trabajo y fue contratado por un sueldo de $32.80 semanales, por debajo de los $55.00 que ganaba tirando mezcla fina. 
En 1952 debió dejarlo todo para formar parte del ejército de Estados Unidos, pero fue licenciado por su deficiencia en inglés. A su regreso a la Isla, Cortijo le consiguió trabajo con la Orquesta Panamericana de Lito Peña, con quien grabó y pegó los éxitos "El charlatán", "La vieja en camisa" y "La sazón de abuela". Con "El charlatán" se dio a conocer en todos los rincones de la Isla, y posteriormente consiguió la fama internacional. Entre presentación y presentación, Maelo salía de El Escambrón y se iba a descargar con su amigo Rafael Cortijo en el Black Magic de Miramar. Un incidente de faldas precipitó su salida de la Orquesta Panamericana y Lito le pidió que no cantara ese día en el programa radial de la orquesta. Pero Ismael decidió no cantar con la orquesta ese ni el resto de sus días. 
En 1954 se integra al grupo de Rafael Cortijo, con quien grabaría 17 discos. Con el Combo de Cortijo fue vocalista de gran cantidad de populares temas como "El bombón de Elena", de don Rafael Cepeda, así como "El negro bembón", "Juan José", "Besitos de coco", "Palo que tú me das", "Quítate de la vía Perico", "Oriza", "El chivo de la campana", "Maquinolandera", "El yoyo", "María Teresa" y "Yo soy del campo", entre otros. Fue la orquesta fija de la popular "La Taberna India" y reclamada por hoteles de lujo y grandes centros de baile de la época, entre ellos el Palladium Ball Room. En 1957 formó parte de una tremenda "guerrilla" que tocaba en televisión, que incluía a Rafael Hernández en la guitarra, Luisito Benjamín al piano, Lito Peña en el clarinete e Ismael en las maracas. 
A finales de los 50, la bomba y plena logran introducirse en los más reclamados salones de baile, gracias al combo de Cortijo y su cantante Ismael. 
Se le llamó sonero mayor, por el productor cubano Ángel Maceda, dueño del club Bronx Casino en Nueva York; lo anterior se basa en una entrevista realizada al mismo Ismael Rivera.[cita requerida] En Nueva York, la colonia latinoamericana escuchaba y bailaba su música porque les recordaba quiénes eran, mientras a los boricuas residentes en la urbe los hacía sentirse de regreso a su patria. Durante esos años la banda alternó con las grandes orquestas que deleitaban a los baliadores en el famoso Palladium Ball Room, entre éstas la de Tito Rodríguez (gran influencia en su música), Tito Puente y Pérez Prado. 
En 1959, Ismael participó junto al Cortijo y su Combo en la película "Calipso", una producción italo-francesa dirigida por Franco Rossi, con Cy Grant de protagonista.En octubre de 1961 grabó  el clásico Moliendo Café  del venezolano Hugo Blanco junto a Cortijo,fue una de sus mejores interpretaciones
En marzo de 1962, Maelo es separado de la sociedad y enviado a cumplir una sentencia de cuatro años en el programa carcelario de rehabilitación en Lexington, Kentucky, Un compatriota suyo, Bobby Capó, sintió como propio el encierro de Ismael, y le compuso un número que llegaría a convertirse en himno de los reclusos: "Las Tumbas", inspirada en la prisión de Kentucky que tenía varios pisos bajo tierra. 
Al salir de la cárcel, mientras su compadre Cortijo reintegra a varios de sus músicos en su "Bonche", Maelo adelantó música con el percusionista Kako, Tito Puente y su propia orquesta, Los Cachimbos, para tocar lo que realmente quería, lo que le gustaba. Desde la gran manzana, Maelo y los Cachimbos impactactaron el panorama musical con sus grabaciones "La controversia" y "La soledad", y posteriormente "Mi negrita me espera" y "Dime por qué", dos clásicos de la salsa. Curiosamente, varios salones de salsa en Cali y Medellín cierran con "Mi negrita me espera", todos la cantan a coro sin bailarla. Otros éxitos con Los Cachimbos fueron "El Jaragual", "San Miguel Arcángel", "La Gata Montesa", "La Manía de tu Mujer", "Maña, Maña" y el bolero de serenata "Hasta Mañana". 
Con Kako y su trabuco grabó "Lo Último en la Avenida". También grabó con La Fania All-Stars cuando sus dueños Jerry Masucci y Johnny Pacheco compraron el sello Tico Alegre y lograron capturar a una serie de músicos rebeldes. En 1979 fue el artista mejor pagado por esa casa disquera, solo superado por Celia Cruz. Entre los éxitos con La Fania se destacan la versión de "El Nazareno", con Papo Lucca al piano y "Cúcala", a dúo con Celia Cruz. 
No obstante su papel destacado como cantante y sonero, Ismael fue un importante compositor. De él son los temas "Besito de coco", "Aquí estoy, ya yo Llegué", "Arrecotín Arrecotán", "El que no Sufre no Vive", "Siete Pies Bajo la Tierra" y "La Cumbita", entre otros. 
En agosto de 1974 hubo un histórico reencuentro en el Coliseo Roberto Clemente, entre Cortijo e Ismael y los exintegrantes de su banda, dirigidos entonces por Rafael Ithier bajo el nombre de El Gran Combo. En este evento se interpretaron temas como "Ellos se Juntan", de Kito Vélez y Sammy Ayala; una nueva versión de "Perico", de Juan Hernández; "Perfume de Rosa", de Rafael Ortiz; "El Negro Bembón", de Bobby Capó; y "Maquinolandera", de Margarita Rivera, Doña Margó. 
La muerte de su compadre Rafael Cortijo (el día de su cumpleaños) lo afectó, al extremo de perder la voz. Atesoraba la esperanza de recuperarla para cantar en un homenaje que le preparaban los familiares y amigos de Cortijo, en el Coliseo Roberto Clemente. Pocos días antes del evento, el 13 de mayo de 1987 a los 55 años de edad mientras descansaba en su casa en la calle Calma de Villa Palmera, en compañía de su madre y de su hijo, a las 5:33 p. m. falleció como consecuencia de un infarto.

## Vida personal
A muy temprana edad le dijo a su madre, de 30 años, que aprendería un oficio antes de decicarse a la música y que iba a ser un gran cantante. Llenaba de madera sacos de cemento y los vendía para ayudar a su madre. Trabajó de albañil. También pensó en incursionar en el boxeo. Su madre Margarita contaba que desde pequeño les daba "galleta" a los otros niños, con mucha fuerza, pero ella se opuso rotundamente. Ismael tenía un oído muy especial para tocar con latas de pintura. Hacía sus propias maracas con botes de leche y tocaba el güícharo con un tenedor.
Se casó con Virginia Fuentes.

## Estilo y relevancia
Ismael Rivera desarrolló un estilo único de "soneo"  mediante el cual rompía con la clave para poder acomodar más versos  pero lo hacía de una forma que luego de romper la clave, se reintegraba a la misma sin perder el compás. [cita requerida]Además, su acentuación, o lo que llaman cadencia, combinación de ritmo y voz, hacía sonar en muchas ocasiones su voz como si fuera un instrumento. Artistas como Cheo Feliciano, Rubén Blades y Héctor Lavoe han admitido tener influencia directa del Sonero Mayor. En la actualidad, soneros más contemporáneos como Gilberto Santa Rosa y Víctor Manuelle han mencionado a Ismael Rivera como una gran influencia en su estilo de cantar.

## Sencillos
| - El Bombón de Elena - El charlatán - El Nazareno - ingratitudes - Déjalo que suba - Cara de Payaso - Alegría y Bomba - El Negro Bembón - Y Pedro Flores - Solavaya - Calypso, bomba y plena - Cela que te cela - Volare - A bailar mi bomba - Que te pasa a ti - Ramona - El satélite - Oriza - Aquí estoy, ya llegué - Soy buena gente - Curaçao B.V. Boogaloo - Lo último en la avenida - La cumbita | - Siete pies bajo tierra - El cumbanchero - De colores - Controversia - Lo que trajo el barco - Por la maceta - Traigo de todo - Feliz Navidad - Soy feliz - De todas maneras rosas - Esto es lo mío - Maelo - Ellos se juntan - Sale el sol - Cúcala - Bilongo - Borinquen - Lejos de ti - Dueña de mi inspiración - Mi jaragual - Si yo pudiera llamarla | - Quiero ir a mi pueblo - Profesión Esperanza - La perla - Borinqueneando - Mi libertad eres tú - El que no sufre - La soledad - Entierro a la moda - Increíble - San Miguel Arcángel - Que te pasa a ti - Mi música - Mi negrita me espera - Incomprendido - Las Tumbas - Comedia - Las Caras Lindas - Son Sonero - Colobo - Quitate de la vía perico - El Mesías - Doña Chana - Arrecotín Arrecotán - Un Telegrama |